# Francesco Ciceri
Francesco Ciceri (Lugano, 1521 – Milano, 31 marzo 1596) è stato un insegnante e letterato svizzero di origini comasche.

## Biografia
La sua famiglia, pur impoverita, doveva essere stata piuttosto agiata, poiché il nonno paterno aveva svolto la professione di notaio, oltre che di maestro di scuola. Il padre Maffeo era capomastro, mentre sulla madre Elisabetta Carentani non si hanno ulteriori notizie. Anche il fratello Cesare fu uomo di lettere, poiché si dedicò allo studio delle commedie di Plauto e Terenzio. Dalle nozze con Daria Pirogalli, nel 1560, ebbe un solo figlio, Marco Maffeo, nato due anni più tardi, anche lui ricordato come modesto letterato.
Dopo i primi studi a Lugano, alla scuola di Giovanni Menabene, proseguì la propria formazione a Milano, avendo come maestri studiosi di varie parti d'Italia. In seguito divenne precettore dei figli di Giambattista Visconti, conte di Lonate Pozzolo, fino al secondo trasferimento a Milano, dove fu scelto come precettore in casa di un avvocato. Nel suo soggiorno milanese continuò ad approfondire gli studi classici e matematici, sia da autodidatta, sia frequentando delle lezioni di grammatica greca e letteratura latina. Fu poi lui stesso, nel 1545, a fondare una scuola nella natìa Lugano.
Il rapporto epistolare col tipografo basileese Oporino, che ci è conservato tuttora, iniziò proprio in quegli anni ed andò avanti fino alla morte di quest'ultimo. Oltre a scambiarci informazioni pratiche e consigli editoriali, Ciceri ne divenne rappresentante prima per il territorio di Lugano, poi per Milano. Grazie alla corrispondenza con l'Oporino e alla frequentazione col pretore elvetico che amministrava Lugano, Hieronymus Frick, il Ciceri poté entrare in stretto contatto con l'umanesimo tedesco e più latamente germanico, nella persona, ad esempio, di Erasmo da Rotterdam.
Nel 1548 lasciò di nuovo la sua città per tornare a Milano, dove assunse l'insegnamento del latino e del greco in una scuola privata. Nel 1561 vi ottenne anche la cattedra di eloquenza, presso l'ateneo milanese; dieci anni più tardi venne riconosciuto primo tra i maestri di latino e greco, il che gli procurò un ulteriore aumento del già succoso stipendio.
Il ricco epistolario del Ciceri ne rivela i numerosi rapporti con diversi intellettuali dell'epoca, fra cui spiccano Andrea Alciato, Pietro Vettori, Girolamo Cardano e Paolo Manuzio, di cui in seguito avrebbe anche pronunciato a Milano l'orazione funebre, pubblicata dal figlio del Manuzio, Aldo il Giovane.
I manoscritti e i codici da lui posseduti ne testimoniano la perizia di scoliasta: accanto al commento a Euripide e a una raccolta di iscrizioni antiche, lo studioso ebbe un ruolo importante soprattutto nella determinazione della tradizione filologica delle Epistolae di Cicerone.
Già sofferente di ulcerazioni, idropisia e asma, morì a Milano nel 1596, dopo esservi stato professore per più di un trentennio, e venne sepolto nella basilica di Sant'Eustorgio.
Anche se in vita non diede nulla alle stampe, il Ciceri lasciò una cospicua biblioteca e una manciata di opere, fra cui l'epistolario latino e volgare, èdito in parte nel 1782. La maggior parte della sua biblioteca, composta da oltre ottanta codici, senza contare i libri a stampa, è adesso conservata nella Biblioteca Ambrosiana di Milano.